# Soweto (Tanzania)
Soweto è una circoscrizione urbana (urban ward) della Tanzania situata nel distretto urbano di Moshi, regione del Kilimangiaro. Conta una popolazione di 14 946 abitanti (censimento 2012).